# RIOT (作業系統)
RIOT 是一个适用于物联网设备的低内存占用操作系统。它是一个在LGPLv2下释出的开源软件。

## 背景
它最初是由柏林自由大学（FU Berlin），法国国家信息与自动化研究所（INRIA）和汉堡应用科技大学（HAW Hamburg）一同开发的。RIOT的内核基本上是从FireKernel继承的； 这个内核原本是为传感器网络开发的。

## 技术信息
RIOT是基于微内核架构的。 和其他低内存占用的系统（如TinyOS和Contiki）不同, RIOT允许使用C语言和C++语言编写应用程序，而且提供完整的多线程和实时响应解决方案。
RIOT可以在8位元单片机（比如AVR ATMega），16位元单片机（比如MSP430）和32位元单片机（比如ARM Cortex）上运行。 RIOT也可以作为一个Linux或macOS进程运行，这样就能使用诸如GNU编译器合集（GCC），GNU调试器，Valgrind，Wireshark等标准调试工具。RIOT符合一部分POSIX标准。
RIOT提供多种通信协议栈，包括了IPv6、6LoWPAN和内容中心网络。它还支持RPL、UDP、TCP和CoAP。

## 源代码
RIOT的源代码在GitHub可见。一个国际化的开源社区负责其源代码维护。

## 另请参见
- Contiki
- TinyOS
- FreeRTOS